# Giuseppe Malladra
Giuseppe Antonio Adolfo Malladra (Torino, 22 settembre 1863 – Verona, 6 giugno 1940) è stato un militare e politico italiano.

## Biografia
Volontario poco prima della chiamata di leva, nel 1881 viene ammesso al 1º battaglione istruzione con ferma permanente, ed ivi promosso caporale e caporal maggiore. Sergente nel 10º reggimento Bersaglieri, sottotenente e tenente nel 7º, nel 1844 viene destinato a prestare servizio al comando della divisione territoriale di Palermo e del XII corpo d'armata. L'anno successivo parte per la Guerra di Abissinia e prende parte alla battaglia di Adua come membro dello Stato maggiore presso il quartier generale di Baratieri.
Nel 1901, promosso capitano, è assegnato al corpo delle truppe coloniali e rimane attivo in terra d'Africa fino al 1909.
Tornato in Italia è assegnato al comando del 3º corpo d'armata e promosso maggiore in forza al 3º reggimento Bersaglieri ma a disposizione del Ministero della guerra. Nel 1911 parte per la Tripolitania e la Cirenaica, da dove si reca nella Somalia italiana ed assegnato al Corpo delle truppe coloniali della Somalia italiana a disposizione del Ministero delle colonie. Rimane in Africa fino al 1914, operativo tra Mogadiscio e Tripoli.
Promosso tenente colonnello rimane per qualche tempo a disposizione del Ministero delle Colonie per venire poi destinato, col grado di colonnello, al comando dello Stato maggiore della divisione territoriale militare di Bari. Poco prima della guerra è nominato comandante del corpo delle truppe coloniali dell'Eritrea. Nella prima guerra mondiale prende parte alla battaglia di Vittorio Veneto come capo di Stato maggiore della 9ª armata di riserva, agli ordini del tenente generale Morrone, e comanda la brigata territoriale e la divisione militare di Treviso. In quest'ultimo incarico è promosso generale di divisione e dal 1923 torna in Africa, al comando del corpo delle truppe coloniali della Tripolitania: nel 1926 Mussolini, ministro ad interim della guerra, lo incarica personalmente di verificare il dispositivo bellico e la forza delle colonie italiane in vista della guerra contro l'Etiopia.
Tornato definitivamente in Italia viene nominato comandante della 20ª divisione territoriale militare(Salerno) e della 9ª (Verona). Promosso generale di corpo d'armata si congeda nel 1935 per raggiunti limiti di età. Ha fondato e diretto il Museo della guerra di Rovereto.